# Laetolia sadimanensis
Laetolia sadimanensis — викопний вид приматів родини Галагові (Galagidae). Викопні рештки Laetolia sadimanensis були знайдені у місцевості Лаетолі в Танзанії та у Барінго Бекер у Кенії. Вони були виявлені в шарах, що датуються віком 3,63-3,85 млн років.